# Llista d'ocells de la Samoa Nord-americana

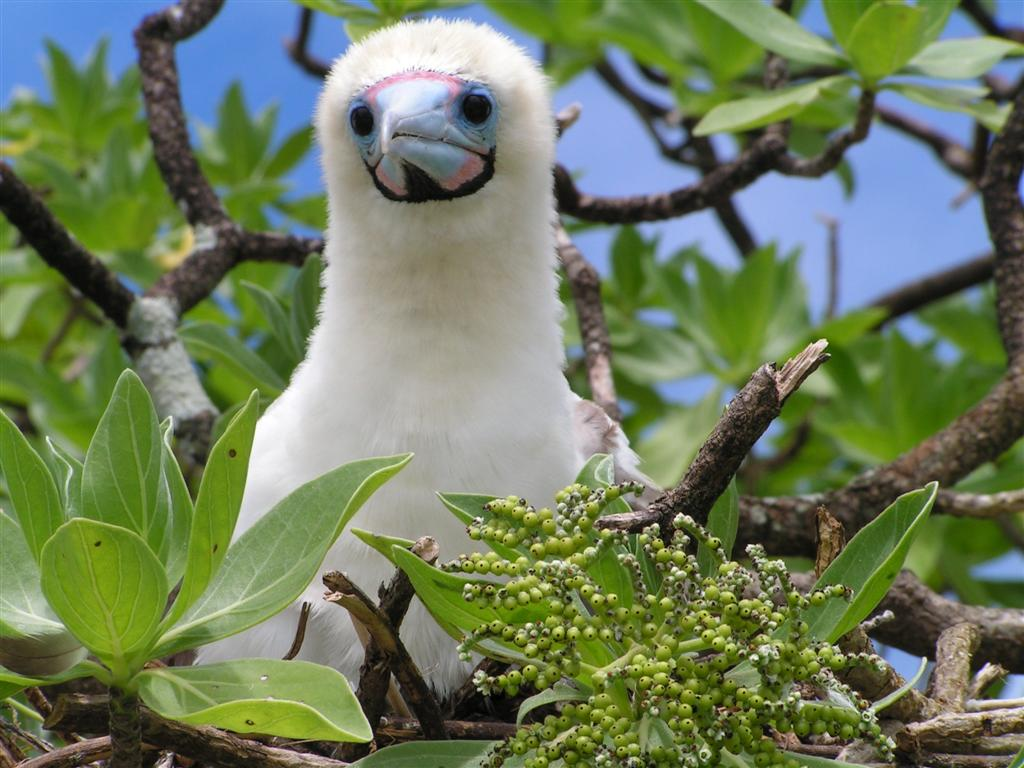
Mascarell cama-roig (Sula sula)

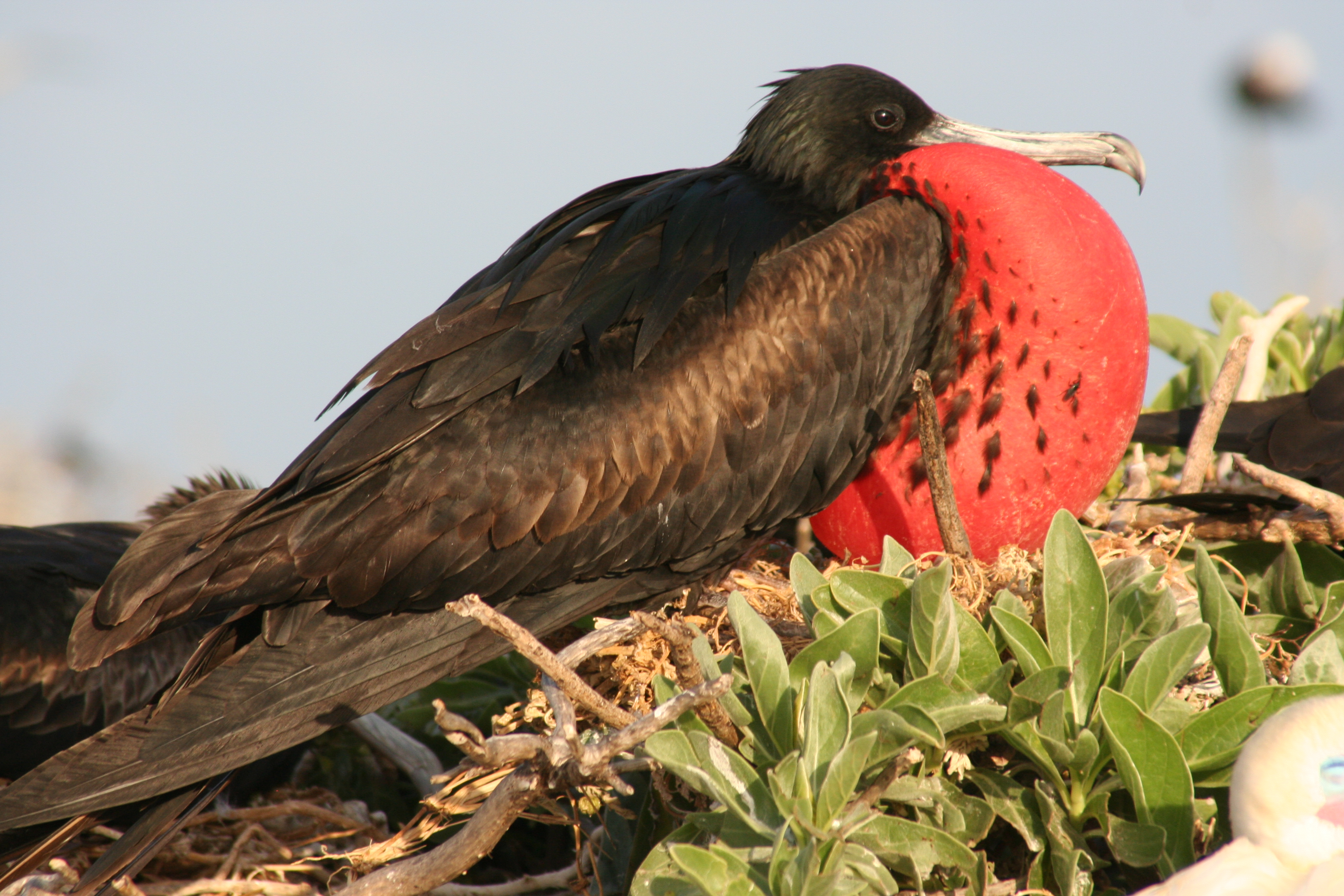
Mascle de Fregata gran (Fregata minor)

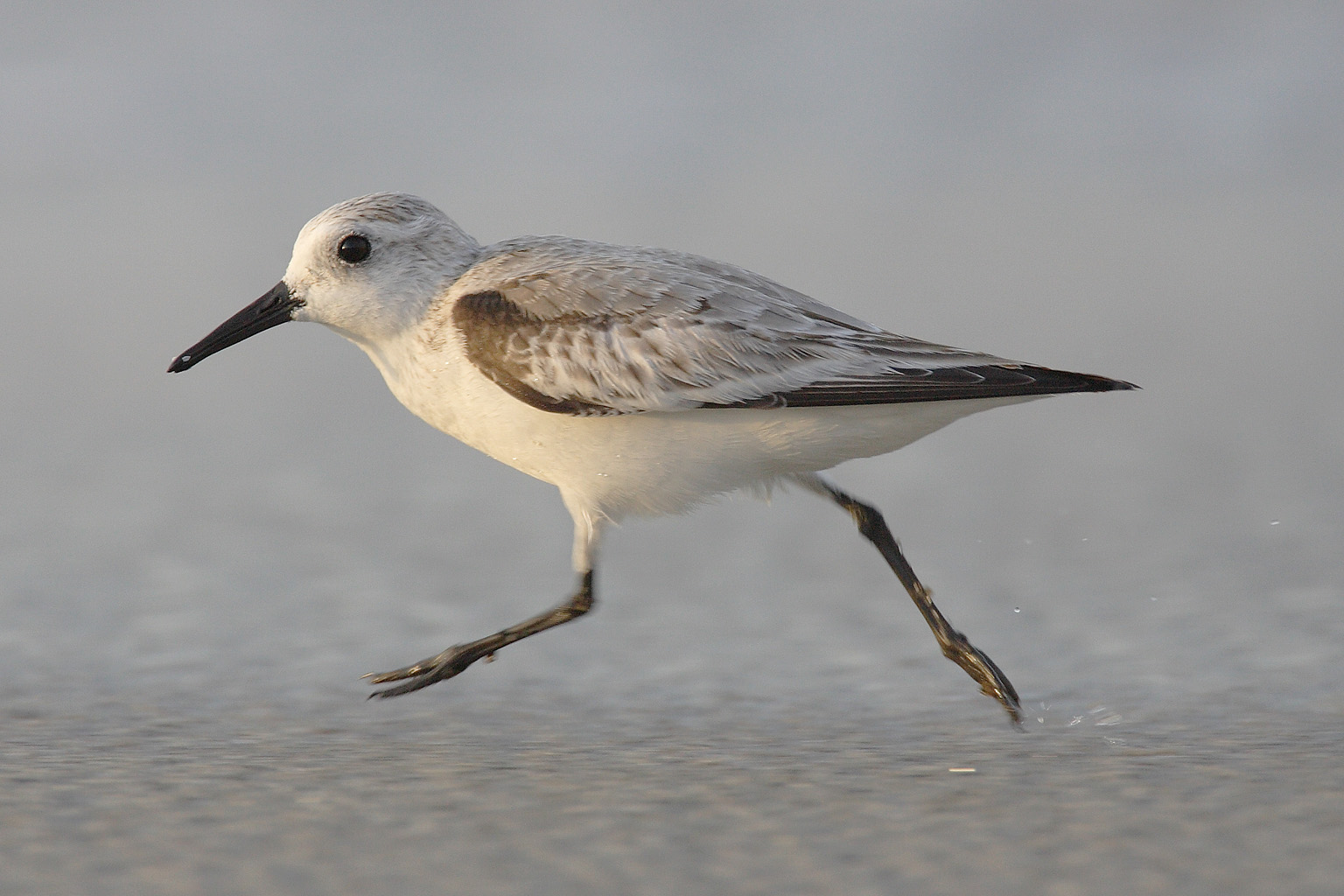
Territ de tres dits (Calidris alba)

Aquesta llista d'ocells de la Samoa Nord-americana inclou totes les espècies d'ocells trobats a la Samoa Nord-americana: 66, de les quals 5 es troben globalment amenaçades d'extinció i 5 hi foren introduïdes.
Els ocells s'ordenen per famílies i espècies:

## Procellariidae
- Pterodroma rostrata
- Pterodroma inexpectata
- Pterodroma arminjoniana
- Pterodroma cervicalis
- Pterodroma leucoptera
- Puffinus carneipes
- Puffinus pacificus
- Puffinus griseus
- Puffinus tenuirostris
- Puffinus nativitatis
- Puffinus auricularis
- Puffinus lherminieri

## Hydrobatidae
- Pelagodroma marina
- Fregetta tropica
- Nesofregetta fuliginosa

## Phaethontidae
- Phaethon rubricauda
- Phaethon lepturus

## Sulidae
- Sula dactylatra
- Mascarell cama-roig (Sula sula)
- Sula leucogaster

## Fregatidae
- Fregata minor
- Fregata ariel

## Ardeidae
- Egretta novaehollandiae
- Egretta sacra

## Anatidae
- Anas superciliosa

## Phasianidae
- Gallus gallus

## Rallidae
- Gallirallus philippensis
- Porzana tabuensis
- Porphyrio porphyrio

## Charadriidae
- Pluvialis fulva

## Scolopacidae
- Limosa lapponica
- Numenius phaeopus
- Numenius tahitiensis
- Heterosceles incanus
- Arenaria interpres
- Calidris alba

## Laridae
- Larus atricilla

## Sternidae
- Sterna bergii
- Sterna sumatrana
- Sterna lunata
- Sterna anaethetus
- Sterna fuscata
- Anous minutus
- Anous stolidus
- Procelsterna cerulea
- Gygis alba

## Columbidae
- Columba livia
- Gallicolumba stairi
- Ptilinopus perousii
- Ptilinopus porphyraceus
- Ducula pacifica

## Psittacidae
- Vini australis

## Cuculidae
- Eudynamys taitensis

## Tytonidae
- Tyto alba

## Apodidae
- Aerodramus spodiopygius

## Alcedinidae
- Todirhamphus chloris

## Pycnonotidae
- Pycnonotus cafer

## Turdidae
- Turdus poliocephalus

## Monarchidae
- Clytorhynchus vitiensis

## Meliphagidae
- Myzomela cardinalis
- Foulehaio carunculata
- Gymnomyza samoensis

## Sturnidae
- Aplonis tabuensis
- Aplonis atrifusca
- Acridotheres fuscus
- Acridotheres tristis[1]